# United VC
United Volleyball Club var en volleybollklubb som spelade i Philippine Super Liga mellan 2017 och 2019. Den hade sponsorsnamnet COCOLIFE Asset Managers 2017-2018. Den kom åtta 2017, sjua 2018 och sexa 2019. Då klubben inte lyckades hitta en ny sponsor lades den ner 2019.